# Giselbert Lucemburský
Giselbert Lucemburský (okolo 1007 – 14. srpna 1059) byl hrabě ze Salmu a Longwy a také z Lucemburska.

## Život
Narodil se okolo roku 1007 jako syn Fridricha Lucemburského hraběte z Moselgau a Ermentrudy hraběnky z Gleibergu.
Prvně byl hrabětem ze Salmu a Longwy a později po smrti jeho bratra Jindřicha II. získal hrabství Lucemburska. Dostal se do sporu s arcibiskupem Trevíru Poppem a to kvůli opatství Saint-Maximin.
Roku 1050 vybudoval nové opevnění Lucemburku z důvodu rozšíření populace.
S neznámou ženou měl:
- Konrád I. (1040–1086), hrabě z Lucemburska
- Heřman (1035–1088), hrabě ze Salmu, zakladatel rodu Salmů
- dcera, sňatek s Thierrym z Amenslebenu
- dcera, sňatek s Kunem, hrabětem z Oltingenu
- Adalbéron, kanovník v Mety
- Jutta, sňatek s Udem z Limbourgu